# Gelastorhinus selache
Gelastorhinus selache är en insektsart som beskrevs av Burr 1902. Gelastorhinus selache ingår i släktet Gelastorhinus och familjen gräshoppor. Inga underarter finns listade i Catalogue of Life.